# Романиха (Архангельская область)
Романиха — деревня в Красноборском районе Архангельской области России. Входит в состав Белослудского сельского поселения.

## География
Деревня находится в юго-восточной части Архангельской области, в подзоне средней тайги, в пределах северной окраины Восточно-Европейской равнины, к северу от реки Уфтюги, к югу от автодороги 11К-401, на расстоянии примерно 15 километров (по прямой) к северо-востоку от Красноборска, административного центра района.

### Климат
Климат характеризуется как умеренно континентальный, избыточно влажный, с продолжительной холодной многоснежной зимой и относительно коротким умеренно тёплым летом. Среднегодовая температура воздуха — +1,1 °C. Средняя температура воздуха самого холодного месяца (января) — −13,8 °C (абсолютный минимум — −52 °C), средняя температура самого тёплого (июля) — +16,8 °С (абсолютный максимум — +35 °C). Продолжительность периода активной вегетации растений (выше 10 °C) составляет примерно 100—110 дней. Годовое количество атмосферных осадков — 632 мм, из которых большая часть (424 мм) выпадает в период с апреля по октябрь. Среднегодовая скорость ветра составляет 3,6 м/с.

### Часовой пояс
Романиха, как и вся Архангельская область, находится в часовой зоне МСК (московское время). Смещение применяемого времени относительно UTC составляет +3:00.

## Население
| 2002 | 2010 |
| ---- | ---- |
| 0    | →0   |